# Pulau Nila
Pulau Nila är en ö i Indonesien.   Den ligger i provinsen Moluckerna, i den östra delen av landet, 2 500 km öster om huvudstaden Jakarta. Arean är 20,3 kvadratkilometer.
Terrängen på Pulau Nila är kuperad. Öns högsta punkt är 753 meter över havet. Den sträcker sig 5,6 kilometer i nord-sydlig riktning, och 5,5 kilometer i öst-västlig riktning.